# زیردریایی اسرارآمیز (فیلم ۱۹۵۰)
زیردریایی اسرارآمیز (انگلیسی: Mystery Submarine)؛ یک فیلم مهیج از سینمای آمریکا به کارگردانی داگلاس سیرک، که در سال ۱۹۵۰ میلادی منتشر شده است. از بازیگران این فیلم می‌توان به مکدونالد کری، مرتا تورن و رابرت داگلاس اشاره کرد.